# صورة أمبرواز فولارد (سيزان)
لوحة "أمبرواز فولارد" هي عمل فني زيتية على قماش أنجزها الرسام بول سيزان في عام 1899. تجسّد اللوحة تاجر الأعمال الفنية أمبرواز فولارد، الذي كان له دور محوري في دعم سيزان. عند وفاة فولارد، تم التبرع باللوحة إلى متحف القصر الصغير في باريس، حيث لا تزال معروضة حتى اليوم. تعكس هذه اللوحة، كسائر أعمال سيزان، أهمية العلاقة التي جمعت الفنان بموضوعه، حيث تظهر امتنان سيزان لفولارد على دعمه في الترويج لأعماله وترسيخ مكانته كفنان بارز.

## خلفية
لعب أمبرواز فولارد دورًا محوريًا في انتقال بول سيزان من رسام مغمور إلى أحد أبرز الفنانين في عصره. استفاد سيزان من شهرة فولارد وتأثيره كتاجر فني رائد ومناهض للتيار السائد. لفتت أعمال سيزان انتباه فولارد عندما شاهدها معروضة في واجهة متجر الرسام جوليان تانجوي في حي مونمارتر، حيث تأثر بها بشدة وقال: "شعرت وكأنني تلقيت لكمة في معدتي".
في ذلك الوقت، كان سيزان في منتصف الستينيات من عمره، يعيش في بروفانس، ولا يزال مجهولًا إلى حد كبير في الأوساط الفنية. ومع ذلك، نجح فولارد في الوصول إليه واقتنى نحو 150 عملًا فنيًا من ابن سيزان، الذي كان يتولى إدارة أعمال والده.
نظم فولارد أول معرض فردي لسيزان في نوفمبر 1895، مما مثّل نقطة تحول كبيرة في مسيرة الفنان، حيث أسهم في تعزيز سمعته كأحد أعظم الفنانين في القرن التاسع عشر. بعد هذا المعرض، بدأ العديد من الفنانين باقتناء أعمال سيزان، وهو ما أدى إلى تحقيق مكاسب كبيرة لفولارد وترسيخ مكانة سيزان كفنان مؤثر.
عرض فولارد أعمال سيزان في ما لا يقل عن معرضين آخرين، كما أشرف على بيع نحو ثلثي إنتاجه الفني.
تمت مقارنة نهج سيزان في رسم البورتريه بأسلوبه في لوحات الطبيعة الصامتة، خاصة تلك التي تصور الفاكهة. اعتمد سيزان على تصوير الموضوع كأشكال هندسية بسيطة ومستديرة، مركزًا فقط على ما يراه أمامه دون الاهتمام بتعبير الموضوع أو حالته المزاجية.
في هذه اللوحة، طلب سيزان من أمبرواز فولارد الجلوس بلا حراك وبصمت لساعات طويلة، تراوحت بين 8 إلى 12 ساعة يوميًا، من الصباح وحتى الساعة 11:30 مساءً، وذلك على مدار 115 جلسة. جلس فولارد على كرسي مرتفع فوق منصة، وكان عليه الحفاظ على ثباته.
ذات مرة، عندما غيّر فولارد وضعيته أثناء جلسة طويلة، علق سيزان بحدة، قائلاً: "هل عليّ أن أذكرك مرة أخرى بأنك يجب أن تجلس كالتفاحة؟ هل تتحرك التفاحة؟"  
تعد لوحة "أمبرواز فولارد" واحدة من أولى الصور التي خُصصت لفولارد، وكانت العمل الوحيد الذي طلب منه سيزان رسمه. ورغم الساعات الطويلة والجلسات المكثفة التي استغرقتها عملية التنفيذ، إلا أن سيزان لم يكمل اللوحة في النهاية، تاركًا إياها غير مكتملة.
ورغم ذلك، احتفظ فولارد باللوحة واعتبرها من أعز ممتلكاته حتى وفاته، حيث أوصى بنقلها إلى متحف "بوتي باليه"، حيث تُعرض هناك حتى اليوم.. 

## وصف
تصوّر اللوحة أمبرواز فولارد جالسًا في وضعية مريحة، حيث يعقد إحدى ساقيه فوق الأخرى، مع وضع يد على كتاب مستقر في حجره والأخرى داخل جيبه. يرتدي بدلة بنية وربطة عنق على شكل فراشة، بينما ترتسم على وجهه نظرة فارغة يُعتقد أنها ناتجة عن الإرهاق من جلسات الجلوس الطويلة.
تم تصوير فولارد داخل استوديو سيزان، حيث يتلقى إضاءة جزئية من نافذة تقع على يسار المشهد. اللوحة، التي نفذت بأسلوب ما بعد الانطباعية، هي عمل زيتي على قماش بأبعاد 101×81 سم. 
تم تنفيذ لوحة "أمبرواز فولارد" باستخدام بقع نابضة بالألوان، التي أبرزت وجهه وجبهته العريضة بشكل لافت، في تناقض واضح مع عينيه الداكنتين. وصفت عينا فولارد بأنهما تحملان جودة غير إنسانية، منعزلة وعميقة، مما أضفى على العمل طابعًا غامضًا. وقد شُبّهت عينيه بالثقوب في قناع، وهي ميزة متكررة في العديد من بورتريهات سيزان، مما يعكس أسلوبه الفريد في تصوير العمق النفسي والشكل الإنساني. 